# Bản Nguyên
Bản Nguyên là một xã thuộc tỉnh Phú Thọ, Việt Nam.

## Địa lý
Xã Bản Nguyên nằm cách trung tâm Việt Trì khoảng 14 km, có vị trí địa lý:
- Phía bắc giáp xã Tứ Xã
- Phía nam giáp sông Thao (Hồng), bên kia (bờ hữu) là thị trấn Hưng Hóa và huyện Tam Nông
- Phía đông giáp xã Vĩnh Lại
- Phía tây giáp xã Phùng Nguyên.

Xã Bản Nguyên có diện tích 7,63 km², dân số năm 2004 là 9.524 người, mật độ dân số đạt 1.213 người/km².

## Lịch sử
Nguyên xưa nơi đây có tên (chiềng) chạ Bãi Á(稏 地- Bãi Lúa) hay trang Bãi Á. Thời Khúc Hạo (860-917), đổi (chiềng) chạ thành xã. Thời Minh Mạng (1824), hướng Hán Việt, đổi thành xã Á Nguyên (稏 原- Đồng Lúa), năm 1832 đổi tiếp thành Bản Nguyên (本原- Gốc Đồng Bằng, Cánh Đồng Gốc, của đồng bằng Bắc bộ). Từ năm 1946 đến 1964, chính phủ Việt Nam Dân chủ Cộng hòa đổi tên thành xã Hùng Tiến. Sau năm 1964, sử dụng lại tên xã Bản Nguyên.
Thần tích trang Bãi Á (ứng với phần đất Bản nguyên cổ) viết, "Tương truyền, (sau khi đánh đuổi quân Thục Phán), …, Hùng Duệ vương sắc phong Ba vị Phúc thần (Tam vị Đại vương, cùng hợp sức với Tản Viên Sơn Thánh) là: Tá Lang linh ứng Đại vương, Đương Cương hiển ứng Đại vương và Hương Thụy hiển ứng Đại vương Đặc biệt Quốc Tổ ban tặng 15 chữ vàng quý hiếm: 三 位 濟 世 護 國 保 境 顯 佑大王上 等 神, (Tam vị tế thế hộ quốc bảo cảnh hiển hựu Đại vương thượng đẳng thần). Từ đó, làng có mỹ tục kiêng 6 âm húy thánh: tá, lang, đương, cương, hương, thụy.
Nối tục các thời Đinh, Lê, Lý, Trần, Lê Thái tổ sắc phong…". Trong dân cư, củ khoai lang phải gọi là củ muống, đương chức nói là đang chức, thắp hương nói là thắp nhang...; Con dân không lấy tên trùng với 6 âm húy.